# Lista de canções gravadas por Iron Maiden
Ao todo, são 186 canções, incluindo os covers.

## Canções originais

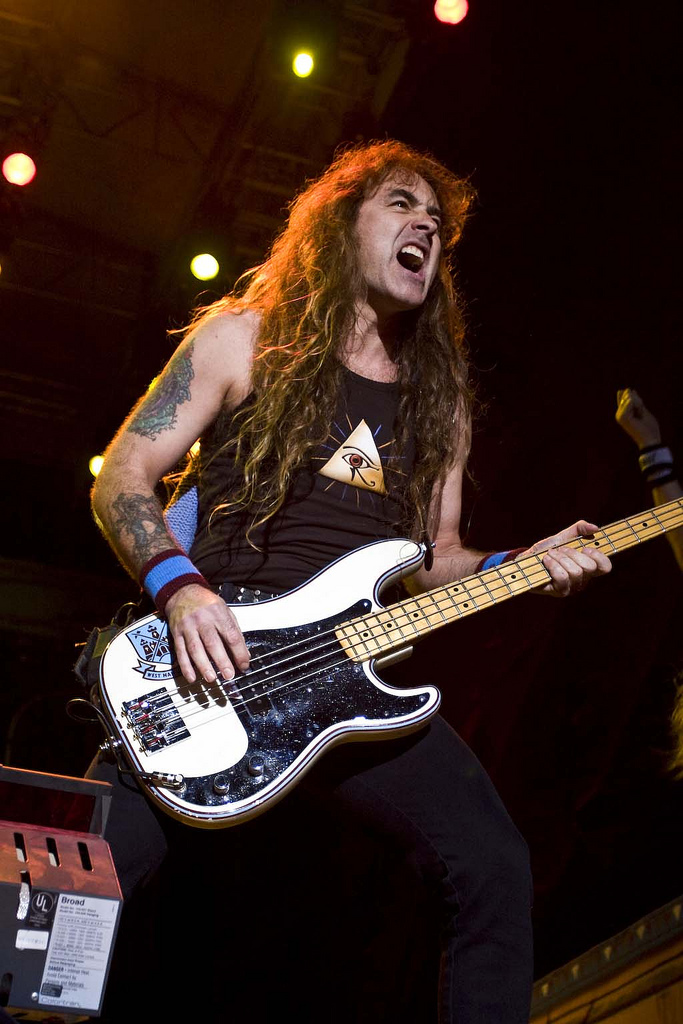
Steve Harris, o maior compositor da banda tocando ao vivo pelo Iron Maiden na Costa Rica em fevereiro de 2008.

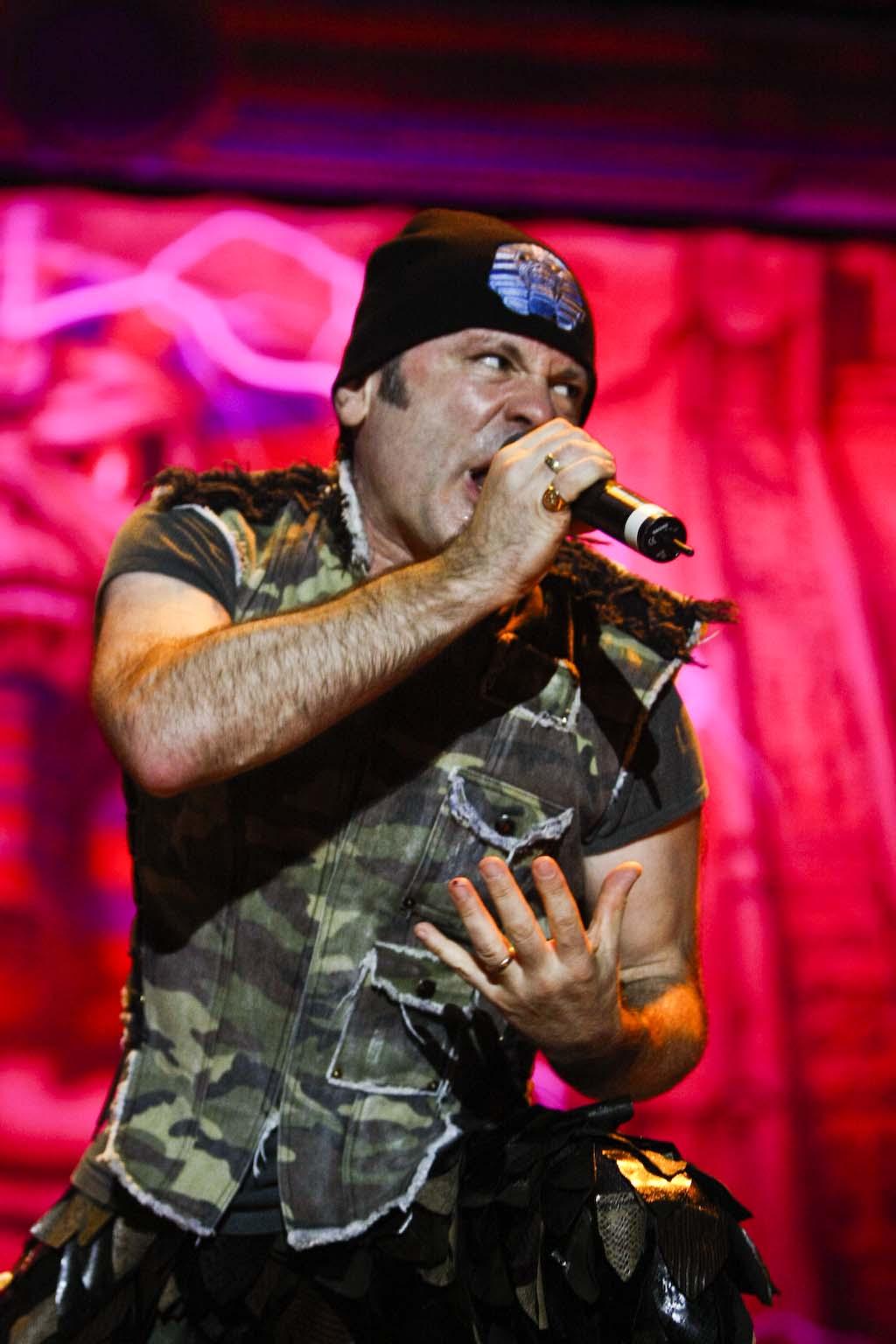
Bruce Dickinson, o vocalista da banda

| Nome                                         | Lançamento                   | Ano  | Compositor(es)                                       |
| -------------------------------------------- | ---------------------------- | ---- | ---------------------------------------------------- |
| "2 A.M."                                     | The X Factor                 | 1995 | Blaze Bayley, Janick Gers, Steve Harris              |
| "2 Minutes to Midnight"                      | Powerslave                   | 1984 | Bruce Dickinson, Adrian Smith                        |
| "22 Acacia Avenue"                           | The Number of the Beast      | 1982 | Adrian Smith, Steve Harris                           |
| "Aces High"                                  | Powerslave                   | 1984 | Steve Harris                                         |
| "Afraid to Shoot Strangers"                  | Fear of the Dark             | 1992 | Steve Harris                                         |
| "Age of Innocence"                           | Dance of Death               | 2003 | Dave Murray, Steve Harris                            |
| "Alexander the Great"                        | Somewhere in Time            | 1986 | Steve Harris                                         |
| "Another Life"                               | Killers                      | 1981 | Steve Harris                                         |
| "Back in the Village"                        | Powerslave                   | 1984 | Bruce Dickinson, Adrian Smith                        |
| "Be Quick or Be Dead"                        | Fear of the Dark             | 1992 | Bruce Dickinson, Janick Gers                         |
| "Blood Brothers"                             | Brave New World              | 2000 | Steve Harris                                         |
| "Blood on the World's Hands"                 | The X Factor                 | 1995 | Steve Harris                                         |
| "Brave New World"                            | Brave New World              | 2000 | Bruce Dickinson, Dave Murray, Steve Harris           |
| "Brighter Than a Thousand Suns"              | A Matter of Life and Death   | 2006 | Bruce Dickinson, Steve Harris, Adrian Smith          |
| "Bring Your Daughter... to the Slaughter"    | No Prayer for the Dying      | 1990 | Bruce Dickinson                                      |
| "Can I Play with Madness"                    | Seventh Son of a Seventh Son | 1988 | Bruce Dickinson, Adrian Smith,Steve Harris           |
| "Caught Somewhere in Time"                   | Somewhere in Time            | 1986 | Steve Harris                                         |
| "Chains of Misery"                           | Fear of the Dark             | 1992 | Bruce Dickinson, Dave Murray                         |
| "Charlotte the Harlot"                       | Iron Maiden                  | 1980 | Dave Murray                                          |
| "Childhood's End"                            | Fear of the Dark             | 1992 | Steve Harris                                         |
| "Children of the Damned"                     | The Number of the Beast      | 1982 | Steve Harris                                         |
| "Coming Home"                                | The Final Frontier           | 2010 | Adrian Smith, Steve Harris, Bruce Dickinson          |
| "Como Estais Amigos"                         | Virtual XI                   | 1998 | Blaze Bayley, Janick Gers                            |
| "Death or Glory"                             | The Book of Souls            | 2015 | Adrian Smith, Bruce Dickinson                        |
| "Dance of Death"                             | Dance of Death               | 2003 | Janick Gers, Steve Harris                            |
| "Déjà Vu"                                    | Somewhere in Time            | 1986 | Steve Harris                                         |
| "Die With Your Boots On"                     | Piece of Mind                | 1983 | Bruce Dickinson, Adrian Smith, Steve Harris          |
| "Different World"                            | A Matter of Life and Death   | 2006 | Steve Harris, Adrian Smith                           |
| "Don't Look to the Eyes of a Stranger"       | Virtual XI                   | 1998 | Steve Harris                                         |
| "Dream of Mirrors"                           | Brave New World              | 2000 | Janick Gers, Steve Harris                            |
| "Drifter"                                    | Killers                      | 1981 | Steve Harris                                         |
| "El Dorado"                                  | The Final Frontier           | 2010 | Adrian Smith, Steve Harris, Bruce Dickinson          |
| "Empire of the Clouds"                       | The Book of Souls            | 2015 | Bruce Dickinson                                      |
| "Face in the Sand"                           | Dance of Death               | 2003 | Bruce Dickinson, Adrian Smith, Steve Harris          |
| "Fates Warning"                              | No Prayer for the Dying      | 1990 | Dave Murray, Steve Harris                            |
| "Fear is the Key"                            | Fear of the Dark             | 1992 | Bruce Dickinson, Janick Gers                         |
| "Fear of the Dark"                           | Fear of the Dark             | 1992 | Steve Harris                                         |
| "Flash of the Blade"                         | Powerslave                   | 1984 | Bruce Dickinson                                      |
| "Flight of Icarus"                           | Piece of Mind                | 1983 | Bruce Dickinson, Adrian Smith                        |
| "For the Greater Good of God"                | A Matter of Life and Death   | 2006 | Steve Harris                                         |
| "Fortunes of War"                            | The X Factor                 | 1995 | Steve Harris                                         |
| "From Here to Eternity"                      | Fear of the Dark             | 1992 | Steve Harris                                         |
| "Futureal"                                   | Virtual XI                   | 1998 | Blaze Bayley, Steve Harris                           |
| "Gangland"                                   | The Number of the Beast      | 1982 | Adrian Smith, Clive Burr                             |
| "Gates of Tomorrow"                          | Dance of Death               | 2003 | Bruce Dickinson, Janick Gers, Steve Harris           |
| "Genghis Khan"                               | KIllers                      | 1981 | Steve Harris (instrumental)                          |
| "Ghost of the Navigator"                     | Brave New World              | 2000 | Bruce Dickinson, Janick Gers, Steve Harris           |
| "Hallowed Be Thy Name"                       | The Number of the Beast      | 1982 | Steve Harris                                         |
| "Heaven Can Wait"                            | Somewhere in Time            | 1986 | Steve Harris                                         |
| "Holy Smoke"                                 | No Prayer for the Dying      | 1990 | Bruce Dickinson, Steve Harris                        |
| "Hooks in You"                               | No Prayer for the Dying      | 1990 | Bruce Dickinson, Adrian Smith                        |
| "If Eternity Should Fail"                    | The Book of Souls            | 2015 | Bruce Dickinson                                      |
| "Infinite Dreams"                            | Seventh Son of a Seventh Son | 1988 | Steve Harris                                         |
| "Innocent Exile"                             | Killers                      | 1981 | Steve Harris                                         |
| "Invaders"                                   | The Number of the Beast      | 1982 | Steve Harris                                         |
| "Iron Maiden"                                | Iron Maiden                  | 1980 | Steve Harris                                         |
| "Isle of Avalon"                             | The Final Frontier           | 2010 | Adrian Smith, Steve Harris                           |
| "Journeyman"                                 | Dance of Death               | 2003 | Bruce Dickinson, Adrian Smith, Steve Harris          |
| "Judas Be My Guide"                          | Fear of the Dark             | 1992 | Bruce Dickinson, Dave Murray                         |
| "Judgement of Heaven"                        | The X Factor                 | 1995 | Steve Harris                                         |
| "Killers"                                    | Killers                      | 1981 | Paul Di'Anno, Steve Harris                           |
| "Lightning Strikes Twice"                    | Virtual XI                   | 1998 | Dave Murray, Steve Harris                            |
| "Look for the Truth"                         | The X Factor                 | 1995 | Blaze Bayley, Janick Gers, Steve Harris              |
| "Lord of Light"                              | A Matter of Life and Death   | 2006 | Bruce Dickinson, Adrian Smith, Steve Harris          |
| "Lord of the Flies"                          | The X Factor                 | 1995 | Janick Gers, Steve Harris                            |
| "Losfer Words (Big 'Orra)"                   | Powerslave                   | 1984 | Steve Harris (instrumental)                          |
| "Man on the Edge"                            | The X Factor                 | 1995 | Blaze Bayley, Janick Gers                            |
| "Moonchild"                                  | Seventh Son of a Seventh Son | 1988 | Bruce Dickinson, Adrian Smith                        |
| "Mother of Mercy"                            | The Final Frontier           | 2010 | Adrian Smith, Steve Harris                           |
| "Mother Russia"                              | No Prayer for the Dying      | 1990 | Steve Harris                                         |
| "Montségur"                                  | Dance of Death               | 2003 | Bruce Dickinson, Janick Gers, Steve Harris           |
| "Murders in the Rue Morgue"                  | Killers                      | 1981 | Steve Harris                                         |
| "New Frontier"                               | Dance of Death               | 2003 | Bruce Dickinson, Adrian Smith, Nicko McBrain         |
| "No More Lies"                               | Dance of Death               | 2003 | Steve Harris                                         |
| "No Prayer for the Dying"                    | No Prayer for the Dying      | 1990 | Steve Harris                                         |
| "Only the Good Die Young"                    | Seventh Son of a Seventh Son | 1988 | Bruce Dickinson, Steve Harris                        |
| "Out of the Shadows"                         | A Matter of Life and Death   | 2006 | Bruce Dickinson, Steve Harris                        |
| "Out of the Silent Planet"                   | Brave New World              | 2000 | Bruce Dickinson, Janick Gers, Steve Harris           |
| "Paschendale"                                | Dance of Death               | 2003 | Adrian Smith, Steve Harris                           |
| "Phantom of the Opera"                       | Iron Maiden                  | 1980 | Steve Harris                                         |
| "Powerslave"                                 | Powerslave                   | 1984 | Bruce Dickinson                                      |
| "Prodigal Son"                               | Killers                      | 1981 | Steve Harris                                         |
| "Prowler"                                    | Iron Maiden                  | 1980 | Steve Harris                                         |
| "Public Enema Number One"                    | No Prayer for the Dying      | 1990 | Bruce Dickinson, Dave Murray                         |
| "Purgatory"                                  | Killers                      | 1981 | Steve Harris                                         |
| "Quest for Fire"                             | Piece of Mind                | 1983 | Steve Harris                                         |
| "Rainmaker"                                  | Dance of Death               | 2003 | Bruce Dickinson, Dave Murray, Steve Harris           |
| "Remember Tomorrow"                          | Iron Maiden                  | 1980 | Paul Di'Anno, Steve Harris                           |
| "Revelations"                                | Piece of Mind                | 1983 | Bruce Dickinson                                      |
| "Rime of the Ancient Mariner"                | Powerslave                   | 1984 | Steve Harris                                         |
| "Run Silent Run Deep"                        | No Prayer for the Dying      | 1990 | Bruce Dickinson, Steve Harris                        |
| "Run to the Hills"                           | The Number of the Beast      | 1982 | Steve Harris                                         |
| "Running Free"                               | Iron Maiden                  | 1980 | Paul Di'Anno, Steve Harris                           |
| "Sanctuary"                                  | Iron Maiden                  | 1980 | Steve Harris                                         |
| "Satellite 15... The Final Frontier"         | The Final Frontier           | 2010 | Adrian Smith, Steve Harris                           |
| "Sea of Madness"                             | Somewhere in Time            | 1986 | Adrian Smith                                         |
| "Seventh Son of a Seventh Son"               | Seventh Son of a Seventh Son | 1988 | Steve Harris                                         |
| "Shadows of the Valley"                      | The Book of Souls            | 2015 | Janick Gers, Steve Harris                            |
| "Sign of the Cross"                          | The X Factor                 | 1995 | Steve Harris                                         |
| "Speed of Light"                             | The Book of Souls            | 2015 | Adrian Smith, Bruce Dickinson                        |
| "Starblind"                                  | The Final Frontier           | 2010 | Adrian Smith, Steve Harris, Bruce Dickinson          |
| "Still Life"                                 | Piece of Mind                | 1983 | Dave Murray, Steve Harris                            |
| "Strange World"                              | Iron Maiden                  | 1980 | Steve Harris                                         |
| "Stranger in a Strange Land"                 | Somewhere in Time            | 1986 | Adrian Smith                                         |
| "Sun and Steel"                              | Piece of Mind                | 1983 | Bruce Dickinson, Adrian Smith                        |
| "Tailgunner"                                 | No Prayer for the Dying      | 1990 | Bruce Dickinson, Steve Harris                        |
| "Tears of a Clown"                           | The Book of Souls            | 2015 | Adrian Smith, Steve Harris                           |
| "The Aftermath"                              | The X Factor                 | 1995 | Blaze Bayley, Janick Gers, Steve Harris              |
| "The Alchemist"                              | The Final Frontier           | 2010 | Janick Gers, Steve Harris, Bruce Dickinson           |
| "The Angel and the Gambler"                  | Virtual XI                   | 1998 | Steve Harris                                         |
| "The Apparition"                             | Fear of the Dark             | 1992 | Steve Harris, Janick Gers                            |
| "The Assassin"                               | No Prayer for the Dying      | 1990 | Steve Harris                                         |
| "The Book of Souls"                          | The Book of Souls            | 2015 | Janick Gers, Steve Harris                            |
| "The Clairvoyant"                            | Seventh Son of a Seventh Son | 1988 | Steve Harris                                         |
| "The Clansman"                               | Virtual XI                   | 1998 | Steve Harris                                         |
| "The Duellists"                              | Powerslave                   | 1984 | Steve Harris                                         |
| "The Edge of Darkness"                       | The X Factor                 | 1995 | Blaze Bayley, Janick Gers, Steve Harris              |
| "The Educated Fool"                          | Virtual XI                   | 1998 | Steve Harris                                         |
| "The Evil That Men Do"                       | Seventh Son of a Seventh Son | 1988 | Bruce Dickinson, Adrian Smith, Steve Harris          |
| "The Fallen Angel"                           | Brave New World              | 2000 | Adrian Smith, Steve Harris                           |
| "The Fugitive"                               | Fear of the Dark             | 1992 | Steve Harris                                         |
| "The Great Unknown"                          | The Book of Souls            | 2015 | Adrian Smith, Steve Harris                           |
| "The Ides of March"                          | Killers                      | 1981 | Steve Harris                                         |
| "The Legacy"                                 | A Matter of Life and Death   | 2006 | Steve Harris, Janick Gers                            |
| "The Loneliness of the Long Distance Runner" | Somewhere in Time            | 1986 | Steve Harris                                         |
| "The Longest Day"                            | A Matter of Life and Death   | 2006 | Bruce Dickinson, Adrian Smith, Steve Harris          |
| "The Man of Sorrows"                         | The Book of Souls            | 2015 | Dave Murray, Steve Harris                            |
| "The Man Who Would Be King"                  | The Final Frontier           | 2010 | Dave Murray, Steve Harris                            |
| "The Mercenary"                              | Brave New World              | 2000 | Janick Gers, Steve Harris                            |
| "The Nomad"                                  | Brave New World              | 2000 | Dave Murray, Steve Harris                            |
| "The Number of the Beast"                    | The Number of the Beast      | 1982 | Steve Harris                                         |
| "The Pilgrim"                                | A Matter of Life and Death   | 2006 | Steve Harris, Janick Gers                            |
| "The Prisoner"                               | The Number of the Beast      | 1982 | Adrian Smith, Steve Harris                           |
| "The Prophecy"                               | Seventh Son of a Seventh Son | 1988 | Dave Murray, Steve Harris                            |
| "The Red and the Black"                      | The Book of Souls            | 2015 | Steve Harris                                         |
| "The Reincarnation of Benjamin Breeg"        | A Matter of Life and Death   | 2006 | Steve Harris, Dave Murray                            |
| "The Talisman"                               | The Final Frontier           | 2010 | Janick Gers, Steve Harris                            |
| "The Thin Line Between Love & Hate"          | Brave New World              | 2000 | Dave Murray, Steve Harris                            |
| "The Trooper"                                | Piece of Mind                | 1983 | Steve Harris                                         |
| "The Unbeliever"                             | The X Factor                 | 1995 | Janick Gers, Steve Harris                            |
| "The Wicker Man"                             | Brave New World              | 2000 | Bruce Dickinson, Adrian Smith, Steve Harris          |
| "These Colours Don't Run"                    | A Matter of Life and Death   | 2006 | Bruce Dickinson, Adrian Smith, Steve Harris          |
| "To Tame a Land"                             | Piece of Mind                | 1983 | Steve Harris                                         |
| "Total Eclipse"                              | The Number of the Beast      | 1982 | Dave Murray, Steve Harris, Clive Burr                |
| "Transylvania"                               | Iron Maiden                  | 1980 | Steve Harris (instrumental)                          |
| "Twilight Zone"                              | Killers                      | 1981 | Steve Harris, Dave Murray                            |
| "Virus"                                      | Best of the Beast            | 1996 | Blaze Bayley, Dave Murray, Janick Gers, Steve Harris |
| "Wasted Years"                               | Somewhere in Time            | 1986 | Adrian Smith                                         |
| "Wasting Love"                               | Fear of the Dark             | 1992 | Bruce Dickinson, Janick Gers                         |
| "Weekend Warrior"                            | Fear of the Dark             | 1992 | Steve Harris, Janick Gers                            |
| "When the River Runs Deep"                   | The Book of Souls            | 2015 | Adrian Smith, Steve Harris                           |
| "When the Wild Wind Blows"                   | The Final Frontier           | 2010 | Steve Harris                                         |
| "When Two Worlds Collide"                    | Virtual XI                   | 1998 | Blaze Bayley, Dave Murray, Steve Harris              |
| "Where Eagles Dare"                          | Piece of Mind                | 1983 | Steve Harris                                         |
| "Wildest Dreams"                             | Dance of Death               | 2003 | Adrian Smith, Steve Harris                           |
| "Wrathchild"                                 | Killers                      | 1981 | Steve Harris                                         |

## Outras canções
| Nome                                | Lançamento (single)       | Ano  | Compositor(es)                          |
| ----------------------------------- | ------------------------- | ---- | --------------------------------------- |
| "Bayswater Ain't a Bad Place to Be" | "Be Quick or Be Dead"     | 1992 | Bruce Dickinson, Janick Gers            |
| "Black Bart Blues"                  | "Can I Play with Madness" | 1986 | Steve Harris, Bruce Dickinson           |
| "Nodding Donkey Blues"              | "Be Quick or Be Dead"     | 1992 | Iron Maiden                             |
| "I Live My Way"                     | "Man on the Edge"         | 1995 | Steve Harris, Blaze Bayley, Janick Gers |
| "Invasion"                          | "Women in Uniform"        | 1980 | Steve Harris                            |
| "Judgement Day"                     | "Man on the Edge"         | 1995 | Blaze Bayley, Janick Gers               |
| "Justice of the Peace"              | "Man on the Edge"         | 1995 | Steve Harris, Dave Murray               |
| "More Tea Vicar"                    | "Rainmaker"               | 2003 | Iron Maiden                             |
| "Pass the Jam"                      | "Wildest Dreams"          | 2003 | Iron Maiden                             |
| "Sheriff of Huddersfield"           | "Wasted Years"            | 1986 | Iron Maiden                             |

## Covers
| Nome                      | Lancamento (single)                       | Ano  | Compositor(es) Original(is)                                   |
| ------------------------- | ----------------------------------------- | ---- | ------------------------------------------------------------- |
| "All in Your Mind"        | "Holy Smoke"                              | 1990 | Del Bromham (Stray)                                           |
| "Communication Breakdown" | "Bring Your Daughter... to the Slaughter" | 1990 | Bonham, Jones, Page (Led Zeppelin)                            |
| "Cross-Eyed Mary"         | "The Trooper"                             | 1983 | Ian Anderson (Jethro Tull)                                    |
| "Doctor Doctor"           | "Lord of the Flies"                       | 1996 | Michael Schenker, Phil Mogg (UFO)                             |
| "Hocus Pocus"             | "Different World"                         | 2006 | Jan Akkerman, Thijs van Leer (Focus)                          |
| "I Can't See My Feelings" | "From Here to Eternity"                   | 1992 | Tony Bourge, Burke Shelley (Budgie)                           |
| "I'm a Mover"             | "Bring Your Daughter... to the Slaughter" | 1990 | Andy Fraser, Paul Rodgers (Free)                              |
| "I've Got the Fire"       | "Sanctuary"                               | 1980 | Ronnie Montrose (Montrose)                                    |
| "Juanita"                 | "Stranger in a Strange Land"              | 1986 | Steve Barnacle, Derek O'Neil (Marshall Fury)                  |
| "Kill Me Ce Soir"         | "Holy Smoke"                              | 1990 | George Kooymans, Barry Hay, John Fenton (Golden Earring)      |
| "King of Twilight"        | "Aces High"                               | 1984 | Nektar                                                        |
| "Massacre"                | "Can I Play with Madness"                 | 1988 | Brian Downey, Gorham, Lynott (Thin Lizzy)                     |
| "My Generation"           | "Lord of the Flies"                       | 1996 | Pete Townshend (The Who)                                      |
| "Rainbow's Gold"          | "2 Minutes to Midnight"                   | 1984 | Terry Slesser, Kenny Mountain (Beckett)                       |
| "Reach Out"               | "Wasted Years"                            | 1986 | Dave Colwell (The Entire Population of Hackney)               |
| "Roll Over Vic Vella"     | "From Here to Eternity"                   | 1992 | Chuck Berry                                                   |
| "Space Station #5"        | "Be Quick or Be Dead"                     | 1992 | Ronnie Montrose (Montrose)                                    |
| "That Girl"               | "Stranger in a Strange Land"              | 1986 | Andy Barnett, Dave Colwell (The Entire Population of Hackney) |
| "Women in Uniform"        | "Women in Uniform"                        | 1980 | Greg Macainsh (Skyhooks)                                      |
| "Burning Ambition"        | "Running Free"                            | 1980 | Steve Harris (Gypsy's Kiss)                                   |